# Trioza pitiformis
Trioza pitiformis är en insektsart som beskrevs av Mathur 1975. Trioza pitiformis ingår i släktet Trioza och familjen spetsbladloppor. Inga underarter finns listade i Catalogue of Life.